# 功里金団
『功里金団』（くりきんとん）は、1988年に稼働を開始したタイトーのアーケードゲーム。サイドビューの面クリア型アクションゲームである。

## 概説
8方向レバーと2ボタン（攻撃、ジャンプ）で主人公の格闘家・功里金団を操作し、クリス親子を助けだすことが目的。全5ステージ。ダッシュや大ジャンプ・小ジャンプなど細かい操作が可能で、それに応じて拳撃やキックなど多彩な攻撃を繰り出す。また、特殊操作で貫通弾の発射や、パワーアップとなるオーラを纏える。
ライフ制となっており敵から攻撃を受けるか、ステージの途中にマグマやピラニア池に触れるとライフは減り、ボスを倒すとライフが半量回復する。体力が無くなるとゲームオーバー。コンティニューは羊羹師匠の手によって5回までしかできないとされている（ディップスイッチ設定により無制限に変更可）。

## 特殊技
グーチョキ波
攻撃ボタンを押し続け、タイミングよく離すと撃つことができる貫通弾。障害物に当たると破裂し、周囲にダメージを与える。
構えモーションが終わる前にボタンを離すと不発となり、隙をさらす。
オーラ
一定時間無操作状態を継続すると、構えモーション後にオーラを纏いパワーアップ。例外的に、後ろ移動操作と同時に攻撃を繰り出しても無操作として判定される。
オーラは重ね掛けが可能で、それに応じて赤、黄、青と強化段階が判別可能。オーラの強化に応じて攻撃力が1.25倍、1.5倍、1.75倍に強化され、敵の攻撃を受けると1段階強化が下がるがダメージを防ぐ。

## 中ボスとボス
ステージの半分を過ぎると中ボスが出現。最後にはボスとの戦いがある。最後のボス「覇王」を倒すとエンディングが流れてゲームクリアーとなる。
ドラゴン・アチョー
1面中ボス。中国拳法を使う格闘家。モデルはブルース・リー。
狂牙
1面ボス。四鳥拳の一つ、鶴風拳の伝承者。
ボニー・アミーデー
2面中ボス。マーシャルアーツの使い手。モデルはベニー・ユキーデ。
雷牙
2面ボス。四鳥拳の一つ、梟影拳の伝承者。
ウィニー・ウインディ
3面中ボス。空手家。モデルはウィリー・ウィリアムス。
烈牙
3面ボス。四鳥拳の一つ、孔雀重拳の伝承者。
ハダシ・サワデワ（沢出羽 裸足）
4面中ボス。キックボクサー。モデルは沢村忠。
幻牙
4面ボス。四鳥拳の一つ、鳳凰飛拳の伝承者。
モアイ・ザ・ジュニア
最終面中ボス。プロレスラー。モデルはアンドレ・ザ・ジャイアント
覇王
最終ボス。主人公・功里金団の功力真拳と対を成す、覇力光拳の伝承者。主人公とはある繋がりがあり、倒す事で明らかとなる。

## ゲームオーバー条件
以下の条件のときにゲームオーバーとなる。
- ライフが0になる。
- 覇王を倒す。

## 永久パターン防止キャラクター
永久パターン防止キャラクターは忍者。長時間画面を進めないと出現する。倒すことはできない。

## 移植版
| No. | タイトル                                 | 発売日        | 対応機種                      | 開発元   | 発売元     | メディア                              | 備考   |
| --- | ---------------------------------------- | ------------- | ----------------------------- | -------- | ---------- | ------------------------------------- | ------ |
| 1   | タイトーメモリーズ 上巻                  | 2005年7月28日 | PlayStation 2                 | タイトー | タイトー   | DVD-ROM                               |        |
| 2   | タイトーメモリーズ ポケット              | 2006年1月5日  | PlayStation Portable          | タイトー | タイトー   | UMD                                   |        |
| 3   | タイトーメモリーズ 上巻 TAITO BEST       | 2006年7月6日  | PlayStation 2                 | タイトー | タイトー   | DVD-ROM                               | 廉価版 |
| 4   | タイトーメモリーズ ポケット TAITO BEST   | 2006年12月7日 | PlayStation Portable          | タイトー | タイトー   | UMD                                   | 廉価版 |
| 5   | タイトーメモリーズ 上巻 エターナルヒッツ | 2007年6月28日 | PlayStation 2                 | タイトー | タイトー   | DVD-ROM                               | 廉価版 |
| 6   | 功里金団                                 | 2021年8月13日 | PlayStation 4 Nintendo Switch | タイトー | ハムスター | ダウンロード (アーケードアーカイブス) |        |